# Wielowymiarowe zaburzenie rozwoju
Wielowymiarowe zaburzenie rozwoju (ang. multidimensionally impaired disorder, MDI) – zaburzenie rozwoju psychicznego zaczynające się w dzieciństwie, mogące być wariantem niezwykle wczesnej schizofrenii. Objawia się trudnościami w odróżnieniu fikcji od rzeczywistości, brakiem umiejętności społecznych i trudnościami w procesach poznawczych.